# Кирилюк Микола Петрович (шахтар)
Микола Петрович Кирилюк (нар. 1929 — ?) — український радянський діяч, шахтар, бригадир гірників очисного вибою шахти № 21 тресту «Совєтсквугілля» комбінату «Донецьквугілля» міста Макіївки Донецької області. Герой Соціалістичної Праці (29.06.1966). Депутат Верховної Ради СРСР 6—7-го скликань.

## Біографія
У 1944—1949 роках — шофер, робітник шахти.
У 1949—1952 роках — служба в Радянській армії.
У 1952—1954 роках — учень токаря на заводі, слюсар машинно-тракторної станції (МТС), наваловідбійник шахти № 21 тресту «Совєтсквугілля».
Член КПРС з 1954 року.
З 1954 року — помічник машиніста, машиніст врубмашини, бригадир гірників очисного вибою, бригадир наскрізної комплексної бригади дільниці № 5 шахти № 21 тресту «Совєтсквугілля» комбінату «Донецьквугілля» міста Макіївки Донецької області. Освіта середня технічна: закінчив вечірню середню школу і у 1965 році — вечірній гірничий технікум.
Бригада Миколи Кирилюка виступила з ініціативою збільшити продуктивність вугільного комбайна і за рахунок цього виконати семирічку за п'ять років. Колектив видобувачів працював один раз в тиждень на зекономлених матеріалах. Також Кирилюк запропонував відкрити особисті рахунки надпланового вугілля й кожній зміні видавати на комбайн по 5 тонн понад завдання.
Потім — на пенсії в місті Макіївці Донецької області.

## Нагороди
- Герой Соціалістичної Праці (29.06.1966)
- орден Леніна (29.06.1966)
- ордени
- медалі